# Monte Terminilluccio
Il monte Terminilluccio (1.864 m s.l.m.) è una cima del massiccio montuoso del Terminillo (Monti Reatini), in provincia di Rieti, posta sul versante occidentale del massiccio, sovrastante le frazioni di Pian de' Valli a sud-ovest e Campoforogna a sud, punto di arrivo di impianti di risalita e relative piste da sci. 

## Descrizione
La sua importanza deriva dal fatto che è punto di arrivo della funivia del Terminilluccio, realizzata negli anni 30 durante il periodo fascista e la fase di lancio della stazione invernale. Successivamente il monte Terminilluccio è stato raggiunto anche da una seggiovia. Attualmente rappresenta il punto più elevato del comprensorio sciistico del Terminillo ed è sovrastato a nord dal Monte Terminilletto (precedente punto più elevato della stazione, fino a quando ha funzionato la relativa seggiovia), a nord-est dalla cima del Terminillo e dalla Cresta Sassetelli. È sede inoltre di una stazione di ponte radio con ripetitori. La vista dalla cima spazia a ovest su tutta la Piana di Rieti e la Sabina.

## Galleria d'immagini

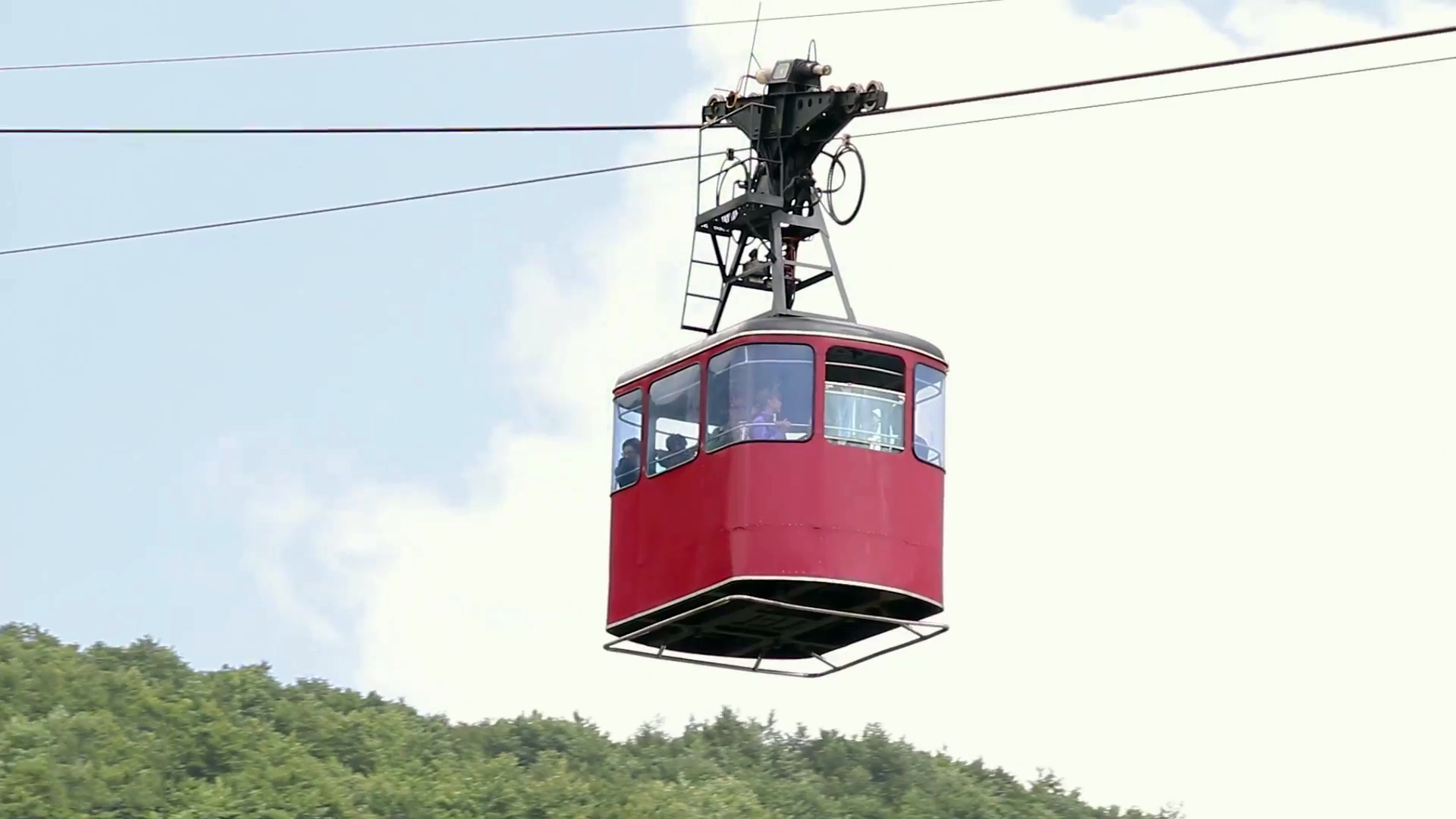
La funivia del Terminilluccio

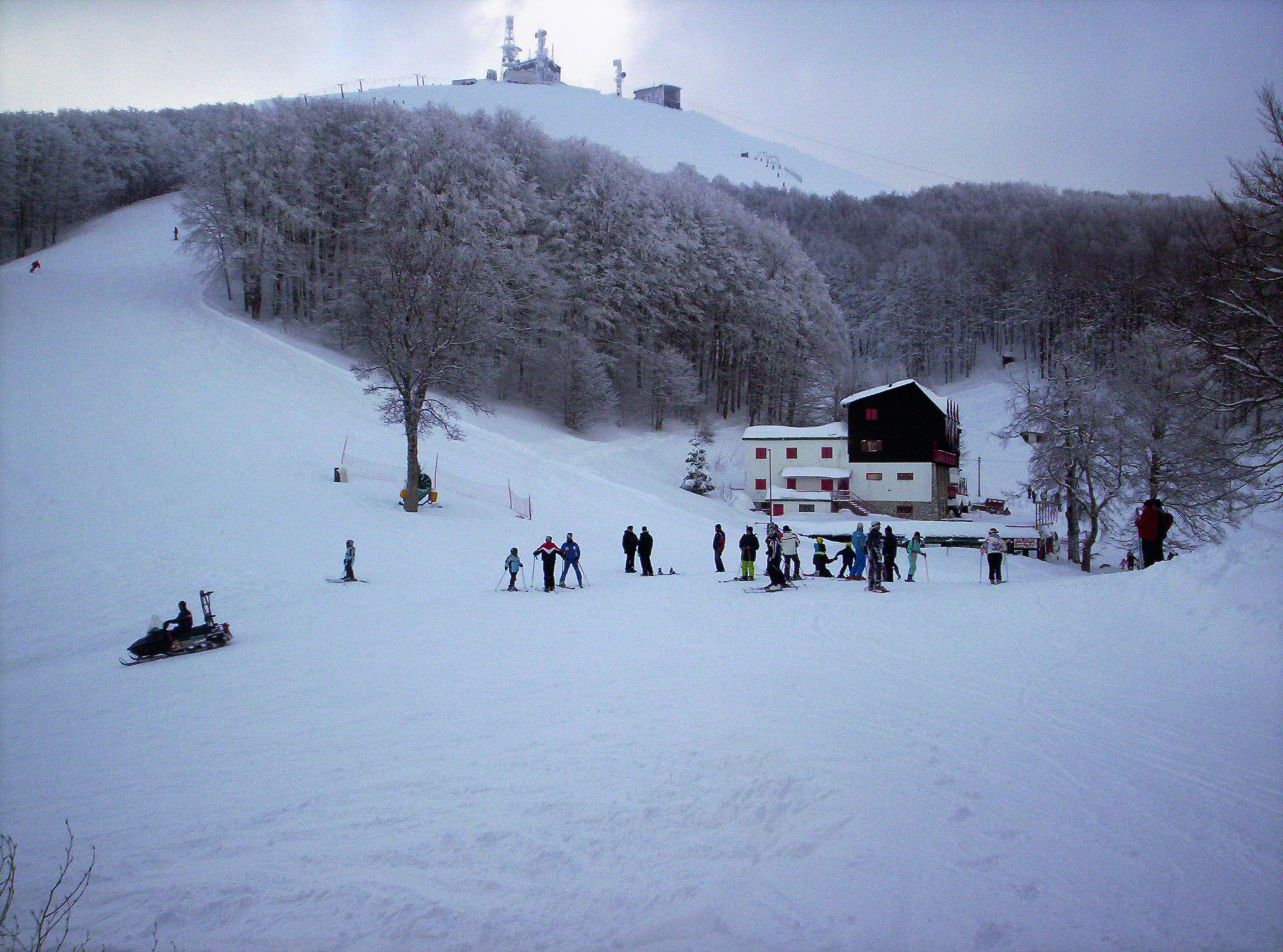
Il monte in inverno visto da Pian de' Valli
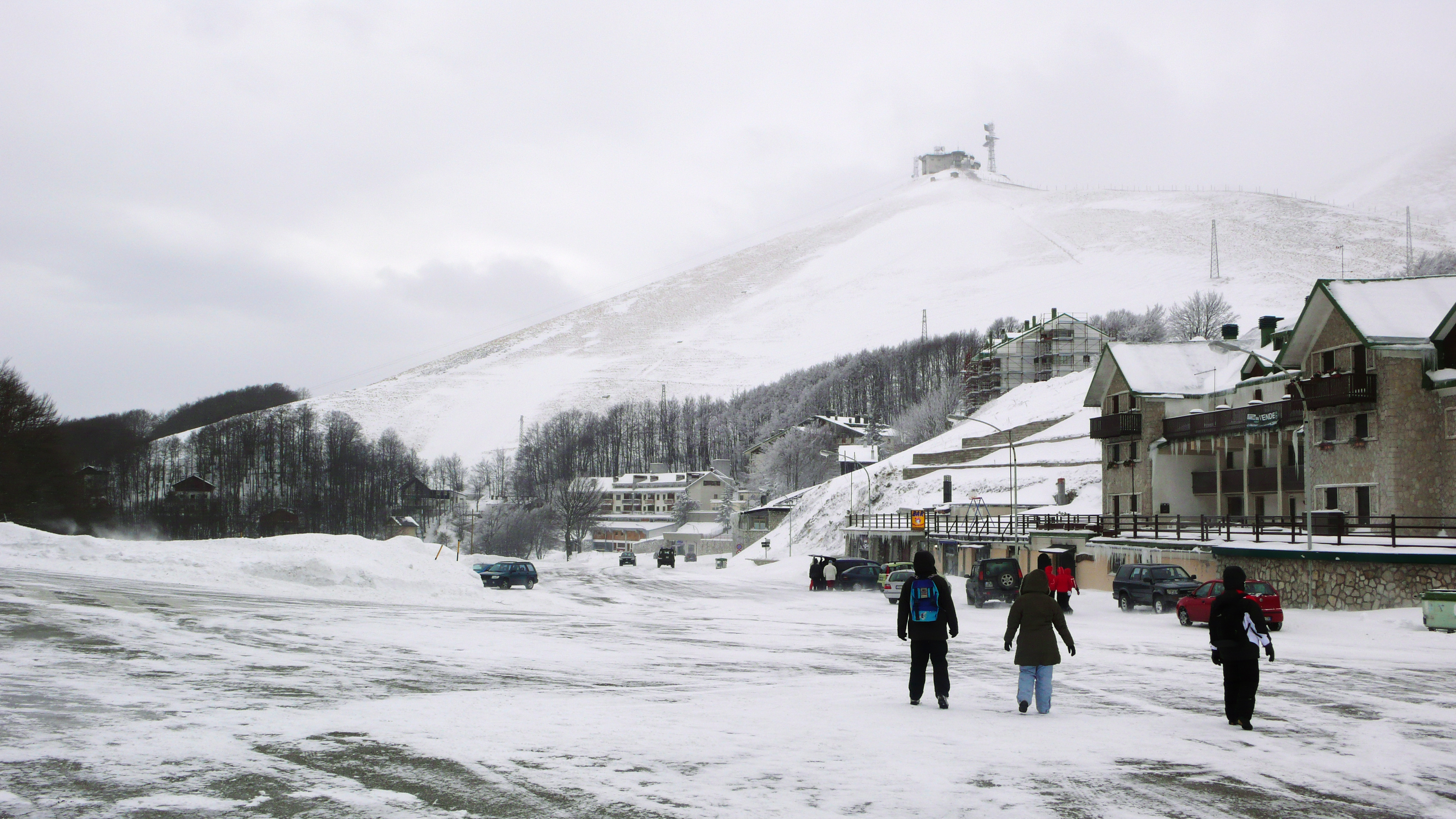
La cima del monte vista da Campoforogna
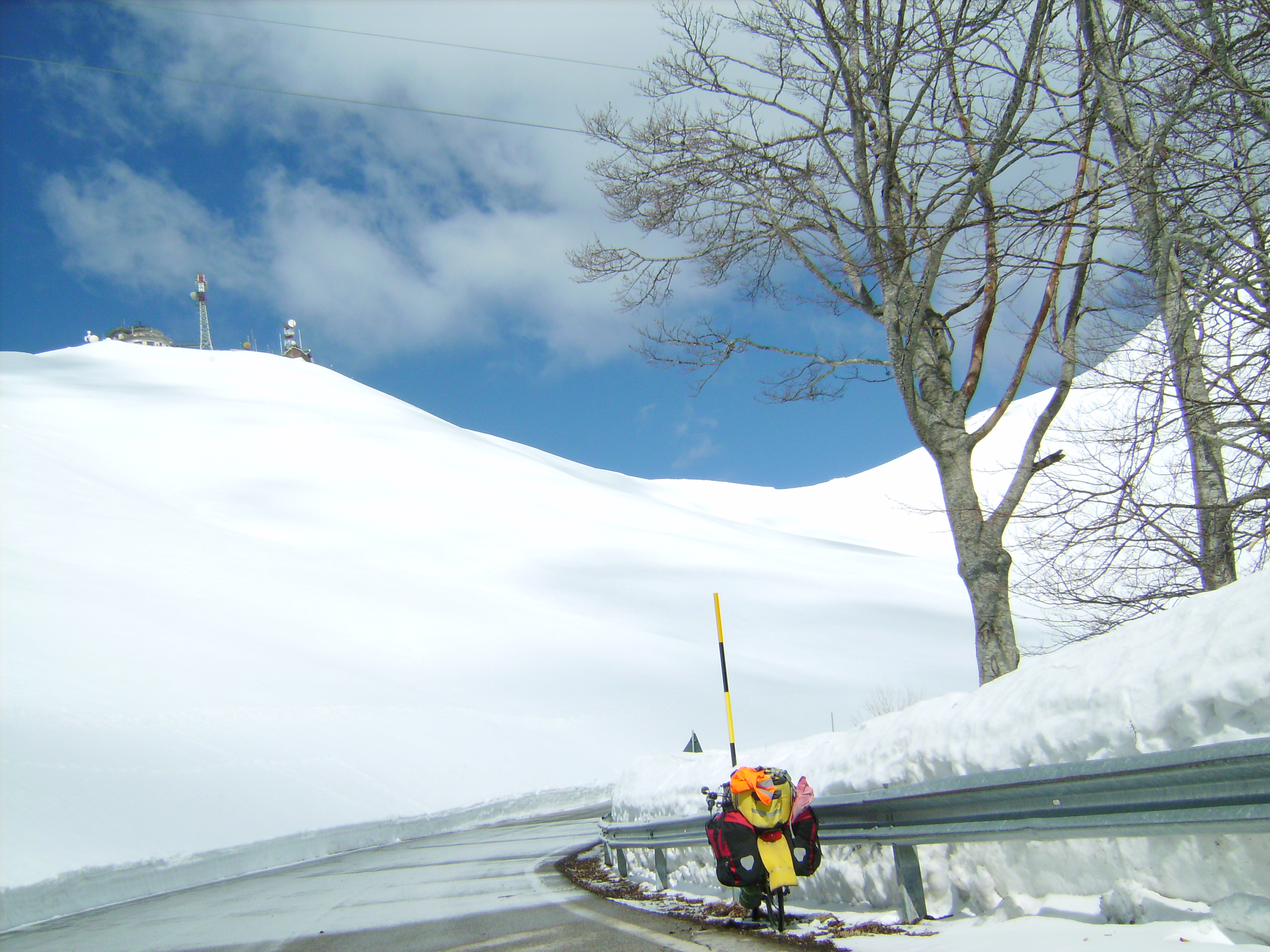
Vista da Rialto Terminillo dalla Strada provinciale 10 della Vallonina
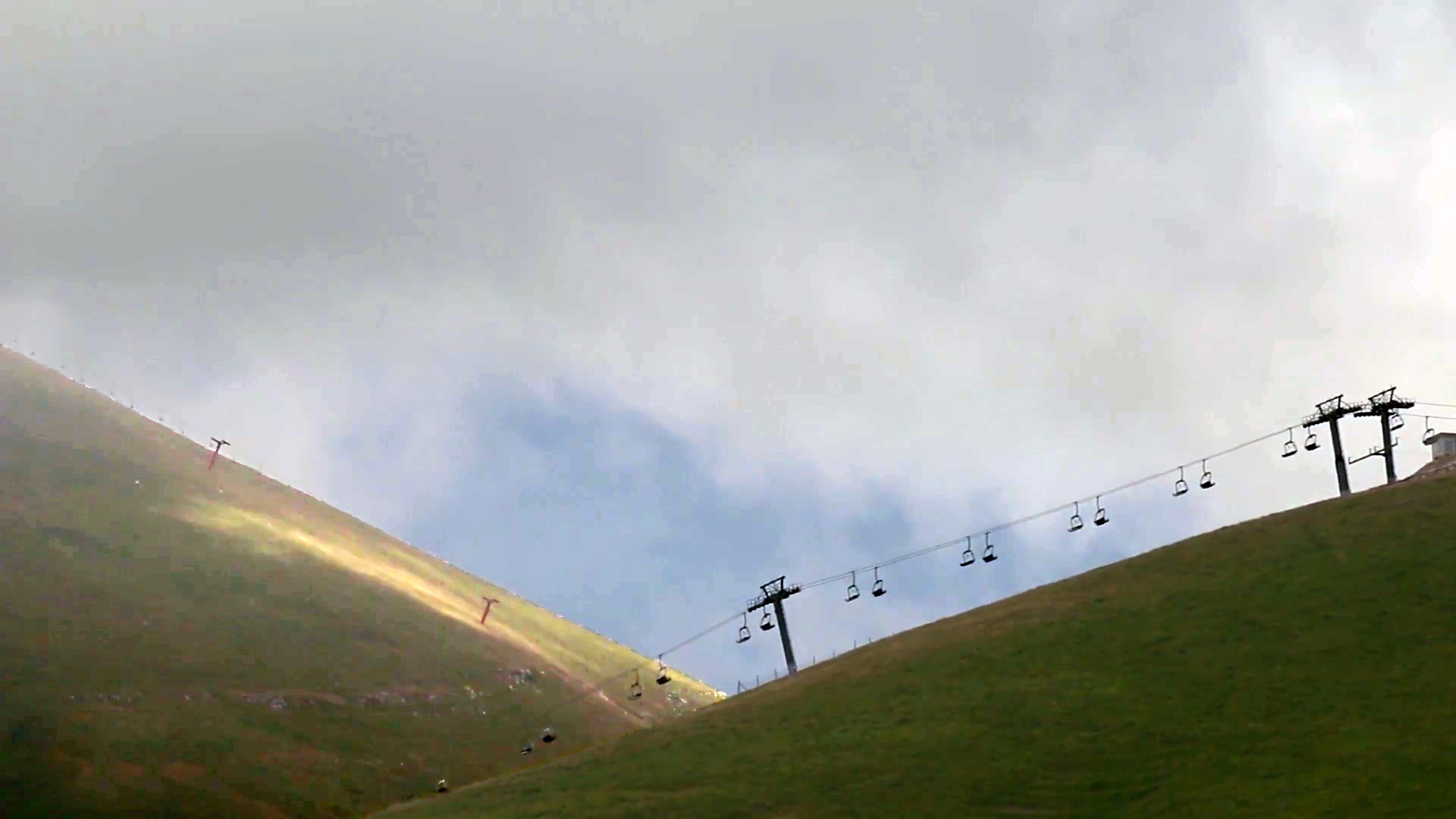
Seggiovia del Terminilluccio; sul fondo la seggiovia del Terminilletto, in disuso